# Deafness By Noise
Deafness By Noise je hrvatski hardcore punk sastav iz Samobora.

## Povijest sastava
Osnovan je 1991., te pet godina kasnije objavljuju prvi studijski album Never Give Up The Struggle. Nakon toga objavljuju EP True Spirit, 2002. drugi studijski album Last Minute Call, te 2005. EP Cheap Tricks. Godine 2008. potpisuju za izdavačku kuću I Scream Records sa sjedištima u New Yorku i Belgiiji. Zadnjih 3 albuma "Aim 2 Please", "Noise Deaf Forever" i "A 
long Way Down" snimili su u Njemačkoj u suradnji s poznatim producentom Andyjem Classenom, poznatom po radu sa sastavima Rykers, Holy Moses, Dew-Scented i Tankard. Na albumu "A Long Way Down" izdanom na Strength records Strength records   Arhivirana inačica izvorne stranice od 28. kolovoza 2018. (Wayback Machine), mastering produkciju potpisuje svjetski poznati producent Paul Logus poznat po radu s bandovima poput Anthrax, Stonesour, Pink, Clutch, Public Enemy, Pantera i dr.  Arhivirana inačica izvorne stranice od 11. lipnja 2017. (Wayback Machine)
Do sada imaju više od 1000 odrađenih koncerata, 15 samostalnih europskih turneja i turneja sa sastavima kao što su Suicidal Tendencies, Biohazard, Sick Of It All, Madball, D.R.I., Slapshot, H2O, Wisdom in Chains, Raw Side i drugima.

## Diskografija
- Demo & live tapes (1992-1995.)
- Never Give Up The Struggle (CD, 1996.)
- True Spirit (EP, 2000.)
- Last Minute Call (CD, 2003.)
- Cheap Tricks (EP, 2005.)
- Aim 2 Please (CD, 2009.)
- Noize Deaf Forever / Roots Baby Roots (Double album, 2012.)
- A Long Way Down (LP/CD, 2016.)
- Roots Baby Roots (LP, 2018.)

## Vanjske poveznice
- Službena stranica na MySpaceu
- Službena stranica na Facebooku
- Deafness by noise, Discogs
- http://www.deezer.com/album/42293911 DEEZER DBN MUSIC